# BasicLinux
A BasicLinux (más néven BasLin, BL3, vagy BasLinux) egy könnyűsúlyú Linux disztribúció, a régi (Intel 386 - Intel 486) PC-kre és laptopokra optimalizálva, és ez parancssort vagy egyszerű GUI-t használ.
Ez a Slackware 3.5 lecsupaszított változatán alapul és egy elavult, de kicsi v2.2.26 Linux kernelt használ busybox-szal, hogy egy alacsony memóriaigényű linuxot nyújthasson.Lehet vele böngészni, e-mailt managelni, és nem utolsósorban X terminálként is működik és a JWM-et használja (Joe's Window Manager).
Két verziója van:
- Winchester telepítés, ami DOS-ról bootol
- Floppy telepítés, ami 2 lemezt használ

Mind a kettő használható Intel 386-os CPU-val.
- A HDD verziónak kell 3MB RAM és 20MB HDD+a DOS
- A Floppy verzió 12MB RAMot követel.

Tartalma:
- IceWM
- MagicPoint
- Mutt
- mpg321

## Fordítás
- Ez a szócikk részben vagy egészben  a   BasicLinux című angol Wikipédia-szócikk ezen változatának fordításán alapul.  Az eredeti cikk szerkesztőit annak laptörténete sorolja fel. Ez a jelzés csupán a megfogalmazás eredetét és a szerzői jogokat jelzi, nem szolgál a cikkben szereplő információk forrásmegjelöléseként.